# Mugil broussonnetii
Mugil broussonnetii és un peix teleosti de la família dels mugílids i de l'ordre dels perciformes.

## Morfologia
Pot arribar als 19,4 cm de llargària total.